# Râul Bălteni
Râul Bălteni este un curs de apă, afluent al râului Iminog. 